# Stankovci (Žakanje)
Stankovci falu Horvátországban, a Károlyváros megyében. Közigazgatásilag  Žakanjéhoz tartozik.

## Fekvése
Károlyvárostól 20 km-re északnyugatra, községközpontjától 8 km-re délnyugatra, a Kulpa bal partján a szlovén határ mellett fekszik. A község legdélibb települése.

## Története
1857-ben 108, 1910-ben 54 lakosa volt. A trianoni békeszerződésig Zágráb vármegye Károlyvárosi járásához tartozott. 2011-ben 16-an lakták.

## Lakosság
| Lakosság változása | Lakosság változása | Lakosság változása | Lakosság változása | Lakosság változása | Lakosság változása | Lakosság változása | Lakosság változása | Lakosság változása | Lakosság változása | Lakosság változása | Lakosság változása | Lakosság változása | Lakosság változása | Lakosság változása | Lakosság változása |
| ------------------ | ------------------ | ------------------ | ------------------ | ------------------ | ------------------ | ------------------ | ------------------ | ------------------ | ------------------ | ------------------ | ------------------ | ------------------ | ------------------ | ------------------ | ------------------ |
| 1857               | 1869               | 1880               | 1890               | 1900               | 1910               | 1921               | 1931               | 1948               | 1953               | 1961               | 1971               | 1981               | 1991               | 2001               | 2011               |
| 108                | 78                 | 115                | 85                 | 74                 | 54                 | 53                 | 62                 | 60                 | 62                 | 51                 | 57                 | 35                 | 33                 | 23                 | 16                 |